# Hirschkäfergebiete bei Jossa
Hirschkäfergebiete bei Jossa este o arie protejată (arie specială de conservare — SAC, sit de importanță comunitară — SCI) din Germania întinsă pe o suprafață de 48,53 ha, integral pe uscat.

## Localizare
Centrul sitului Hirschkäfergebiete bei Jossa este situat la coordonatele 50°14′47″N 9°33′42″E / 50.2464°N 9.5617°E.

## Înființare
Situl Hirschkäfergebiete bei Jossa a fost declarat sit de importanță comunitară în noiembrie 2004 pentru a proteja 1 specie de animale. Situl a fost protejat și ca arie specială de conservare în martie 2008.

## Biodiversitate
Situată în ecoregiunea continentală, aria protejată conține 1 habitat natural: Păduri de fag Luzulo-Fagetum.
La baza desemnării sitului se află o specie protejată de  nevertebrate: rădașcă (Lucanus cervus).